# Ryan Adams & the Cardinals
The Cardinals är ett amerikanskt rockband som bildades 2004 av alternativcountrysångaren och låtskrivaren Ryan Adams och leddes av honom (fram till 2009 och igen från och med 2023). Bandet medverkade på albumen Cold Roses, Jacksonville City Nights, Follow the Lights, Cardinology och III/IV . Även om albumet Easy Tiger från 2007 krediteras som en soloutgåva av Ryan Adams, medverkar även Cardinals.
Angående bandets namn säger Adams att han "föreslog Cardinals eftersom det var mitt fotbollslag i high school".
Vid sidan av sitt arbete med Adams spelade The Cardinals in ett album med Willie Nelson 2006, och efter Adams avsked 2009 spelade The Cardinals in ett album med sångerskan och låtskrivaren Gin Wigmore.

## Medlemmar
Nuvarande medlemmar
- Ryan Adams – sång, gitarr, piano, munspel och banjo (2004–2009, 2023–nutid)
- Brad Pemberton – trummor och slagverk (2004–2009, 2023–nutid)
- Chris Stills – gitarr (2023–nutid)
- Daniel Clarke – keyboard (2023–nutid)
- Don Was – bas (2023–nutid)

Tidigare medlemmar
- J.P. Bowersock – gitarr (2004–2005)
- Cindy Cashdollar – steelgitarr, lap steel, gitarr och sång (2004–2005)
- Catherine Popper – basgitarr, sång och piano (2004–2006)
- Neal Casal – gitarr, piano och sång (2005–2009; död 2019)
- Jon Graboff – pedal steel, mandolin, gitarr och sång (2005–2009)
- Jamie Candiloro – piano och keyboard (2006–2007)
- Chris Feinstein – basgitarr och sång (2006–2009; hans död)

## Diskografi

### Med Ryan Adams
- 2005: Cold Roses
- 2005: Jacksonville City Nights
- 2007: Easy Tiger (släppt som Ryan Adams solo)
- 2007: Follow the Lights EP
- 2008: Cardinology
- 2010: III/IV
- 2011: Class Mythology EP

### Med Willie Nelson
- 2006: Songbird

### Med Gin Wigmore
- 2009: Holy Smoke